# Nájezd na Medway
Nájezd na Medway během druhé anglo-nizozemské války v červnu 1667 byl úspěšným útokem nizozemského námořnictva na anglické válečné lodě v kotvištích floty v Chathamské a Gillinghamské loděnici v hrabství Kent.
Nizozemská flota vedená admirálem de Ruyterem čítající takřka 80 lodí, tehdy proplula ústím Temže, zničila královské loděnice na řece Medway a zajala část Royal Navy, včetně královské vlajkové lodi HMS Royal Charles. Akce zcela zesměšnila anglické námořnictvo a přispěla k vítězství Nizozemska v druhé anglo-nizozemské válce. Představuje asi nejdrtivější a nejpotupnější porážku v historii Royal Navy.

## Situace v Anglii
Situace Anglie byla během druhé anglicko-nizozemské války otřesná. Obzvláště na řece Medway nebyla obrana příliš silná. Na hradě Upnor Castle, na březích Medweye, tvořilo posádku pouhých 30 mužů. Stavba nových pevností nebyla možná, protože nebyla žádná pracovní síla. Podmínky byly špatné a platy nízké, proto o práci neměl nikdo zájem. Přes řeku byl nakonec natažen řetěz, který měl sloužit jako zátaras. Střežily ho dvě lodě, Matthias a Charles V., ale ty měli jen poloviční posádky, které byly ještě ke všemu nezkušené. Královské loděnice v Chathamu navíc namísto 800 mužů bránilo asi jen tak 20. Angličané navíc vůbec nepředpokládali, že by se Nizozemci odvážili něčeho takového jako výpad do Anglie.

## Nájezd

### Nizozemské přípravy
Nizozemci ani v nejmenším nepodceňovali anglickou obranu, která ale nestála za řeč. Než se přichystali na plavbu do Anglie, podařilo se jim přemluvit anglického kapitána Roberta Hollanda, aby je vedl po Temži a Medweyi. Nizozemské síly čítaly celkem 4000 mužů pod velením anglického dezertéra Thomase Dolmana. Celkem nizozemská flota čítala 80 lodí, jak transportních, tak válečných a zápalných.

### Začátek nájezdu

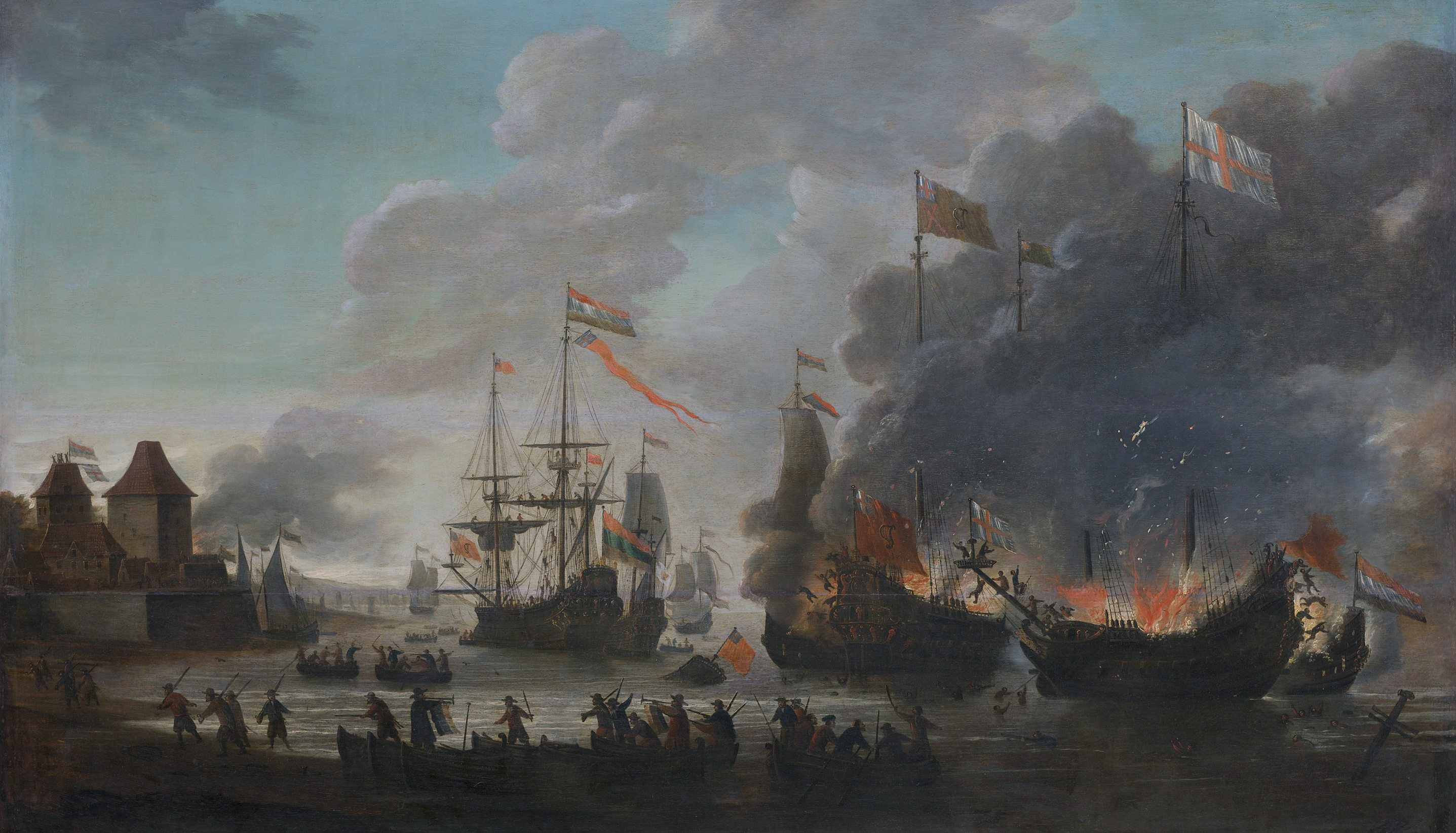
„Hořící anglické lodě“ od Jana van Leydena. Zobrazeny jsou události poblíž Gillinghamu

Nizozemci vypluli 4. června pod velením admirála Michiela Adriaanszoona de Ruytera. Po vplutí do ústí Temže nenarazili na žádný odpor, což je překvapilo. Angličané doufali, že jde o pouhou demonstraci síly a proto nepodnikli žádné kroky. Admirál de Ruyter svolal na vlajkovou loď Zeven Provincien válečnou radu a shodl se s kapitány že vyplují na řeku Medway.

### Útok na Chatham
Nizozemské lodě se tedy vydaly na řeku. U Sheernessu po nich vypálila anglická loď Unity jednu salvu, načež uprchla po řece. Vojáci ze Sheernesské pevnosti uprchli poté, co nizozemská dělová koule zabila dva jejich muže. Nizozemské lodě se posléze dostaly ke královským loděnicím v Chathamu. Zde zjistily, že v cestě je řetěz a brání jej loď Unity. Nizozemský kapitán Jan van Brakel však loď, na které byli muži drženi násilím, rychle obsadil a zápalná loď Pro Patria najela na řetěz, který se rozlomil a potopil se. Nizozemci měli cestu na horní úsek řeky otevřenou. Nedlouho poté zlikvidovaly i lodě Matthias a Charles V. Hlavním cílem loďstva však byla největší loď královského námořnictva, Royal Charles. Ta byla však opuštěná a Nizozemci ji zajali. Cestou domů jejich zápalné lodě potopily ještě lodě Loyal London, Royal James a Skoty udatně bráněnou loď Royal Oak.

## Výsledek
Bitvu jednoznačně vyhrálo nizozemské námořnictvo, které totálně rozdrtilo Angličany, neschopné odporu. Nizozemci však místo využití svého ohromného vítězství uzavřeli s Angličany mír, čímž druhá anglo-nizozemská válka skončila.